# 项海遇害案
2014年2月12日，一名台湾日本混血男子杜博文，假借拍广告之名，在湖北武汉诱骗男模项海到酒店，再用掺了氟硝西泮药粉和安眠药的啤酒，迷晕受害人并强奸，受害人最后更死在酒店内，杜博文其后逃回台湾，同年10月3日遭台湾刑事局侦七队逮捕归案。 

## 受害者
遇害男模名叫项海，1990年出生，得年24岁，来自四川成都，身高1.87米，拥有俊俏外型，是四川师范大学服装学院表演系毕业，大多以平面拍摄、时装走秀为主，2011年出道。2013年曾获中国中央电视台网络模特大赛亚军，是前程备受看好的模特新秀。

## 案件详情及审判
2014年2月12日，杜博文通过大陆名叫“美空网”的模特交流平台认识项海，杜假冒广告公司老板，以拍摄啤酒广告为由，要求项先试镜，拍几张平面照片就好，两人相谈甚欢，项海答应在武汉一家酒店订房，杜博文带着啤酒到场，试喝试拍。
根据闭路电视画面，杜博文带着项海，在下午近5点时间办理入住，晚上10点多，只有杜博文一人离开房间，到柜台办理续住，之后杜博文又回到房间，拿出一包塑料胶袋包装的物品，偷偷地丢进电梯外的垃圾桶里。 
原来项海毫无防备，喝下加药啤酒，立刻陷入昏迷倒在床上，杜博文得以实施性侵，完事后还帮项海穿上衣物，却因疑似用药过量导致其死亡，他察觉事态严重于隔夜潜逃回台湾。直到两天后（2月14日），酒店服务员因为等不到项海退房，到房间查看，才发现项海倒在床上，已经气绝多时。 
这宗性侵案由大陆公安部港澳台事务办公室致函台湾警方请求协助。42岁的杜博文，日本神奈川大学经济系毕业，父亲是日本人，已过世。杜博文长居大陆，原本任职大陆外商或台商电子公司当日语翻译工作者，早在2008年就因为在苏州涉嫌性侵一名男模并洗劫财物，被大陆公安逮捕，但却因在大陆无男男性侵相关法律可罚，因此仅被判窃盗入狱服刑一年半，没想到出狱之后死性难改，故技重施陆续犯案，直至闹出人命。 
台湾刑事局和大陆公安局清查，杜博文最少犯下七宗迷奸案，有时会谎称是电视台高层主管，特爱白白净净、长相斯文的男模特，祭出高额筹劳还提供住宿机票，诱骗男模上钩再以安眠药或氟硝西泮药粉加入饮料迷昏对方，再自慰或是强奸猥亵，甚至洗劫财物，犯案足迹遍及广东、湖北、江苏、浙江等地。
杜博文坦承丢入垃圾桶的就是加了药物的啤酒，企图灭证，但他否认离开时受害人已死，他以为是药效还没退正在昏睡，也否认有盗取被害人财物，被移送到士林地检署时，还二度脚软要下跪，还哭喊着说对不起。
2015年1月一审时，杜博文坦承了下药行为，但仍坚称双方是你情我愿，更推托不知道对方有服用药物，被法官认定是推卸之词，被依“强制性交致死”等罪重判18年，不过2016年4月21日二审时，法官认为杜无法预见项海死亡，因此将罪刑改为较轻的“以药剂强制性交罪”，判刑15年。